# Tenji Mainichi

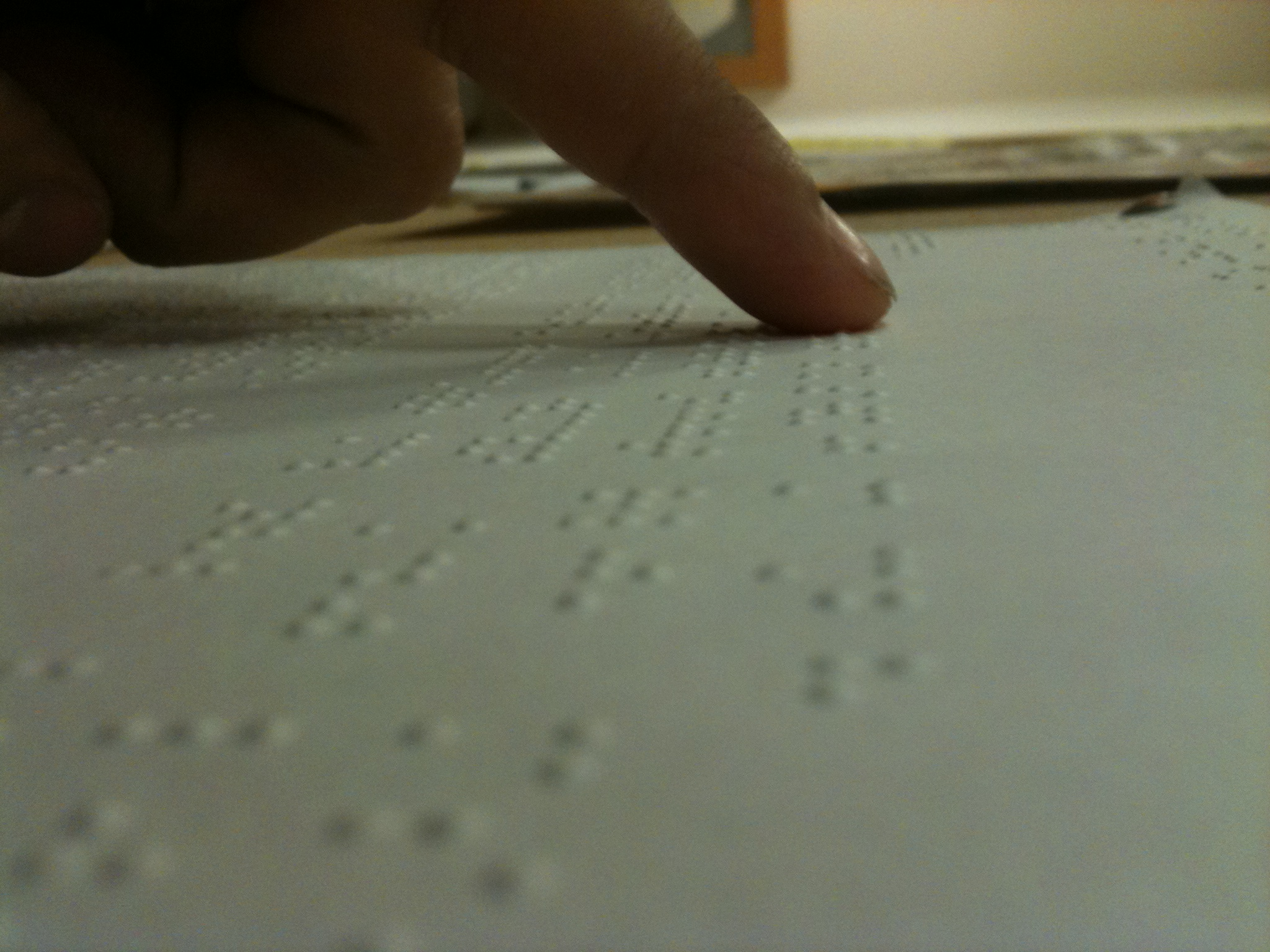
Braille lesen

Tenji Mainichi (jap. 点字毎日) ist eine überregionale Zeitung in Blindenschrift, die wöchentlich von der Mainichi Shimbun herausgegeben wird. Geläufig ist auch die Abkürzung Tenmai. Die Zeitung wird sowohl in der Brailleschrift (tenji) als auch als gedruckte Fassung herausgegeben.

## Überblick
Die Zeitung erschien erstmals am 5. November 1922, herausgegeben von der damaligen Mainichi Shimbun Ōsaka. Die Veröffentlichung der Tenji Mainichi war verbunden mit der Fertigstellung des neuen Bürokomplexes der Zeitung. Seit dieser Ausgabe trägt sie zur Beförderung des Wohls und der Kultur Sehbehinderter bei und unterstützt die Wahlmöglichkeit Blinder in Bezug auf die Auswahl und Produktion von Lehrbüchern für Blinde.
Die Tenji Mainichi besteht nicht aus dem Inhalt der Artikel der Mainichi Shimbun, sondern sie besitzt eine eigene Redaktion, die die Inhalte zusammenstellt und ediert. Redaktion und Produktion sind gegenwärtig, wie auch zu Beginn, wieder in Ōsaka. Das Jahresabonnement der Tenji Mainichi kostet 20.000 Yen (ca. 180 Euro), die Druckfassung 12.500 Yen (ca. 112 Euro). Während die Tenji Mainichi 1998 auf Druckbuchstaben und vom DIN-A4-Format auf Zeitungsformat DIN A2 (597 mm × 375 mm) umgestellt wurde, erscheint seit 2005 im Rhythmus von zwei Wochen eine CD-Fassung der Tenji Mainichi, die Tenji Mainichi Onseihan (点字毎日音声版) mit gesprochenen Artikeln.